# Cát Tiên Sa
Cát Tiên Sa, hay còn gọi là CATS, được thành lập vào năm 1999, là một công ty truyền thông tại Việt Nam thuộc tập đoàn Cattiensa Media Group.

## Lịch sử
Công ty được thành lập vào năm 1999, hoạt động chính của công ty là các dịch vụ liên quan đến người mẫu và tổ chức các chương trình thời trang. Năm 2000, công ty Cát Tiên Sa được tổ chức lại bộ máy hoạt động. Kể từ đó, Ban giám đốc bao gồm những thành viên mới và hoạt động hiện nay đã mở rộng ra những lĩnh vực: tổ chức biểu diễn ca nhạc, sản xuất truyền hình, quảng cáo, tổ chức sự kiện ...
Năm 2007, công ty chuyển thành Công ty cổ phần Cát Tiên Sa.

## Hợp tác với Đài truyền hình Thành phố Hồ Chí Minh

#### Các chương trình truyền hình
- Siêu thị may mắn
- Một phút để chiến thắng - Minute To Win It
- Nhịp Cầu Âm Nhạc
- Album Vàng
- Âm nhạc của tôi
- Seashow
- Thế giới Vpop
- Giai điệu tình yêu
- Nhóm ca và bạn trẻ

## Hợp tác vớiĐài Truyền hình Việt Nam
Các chương trình truyền hình

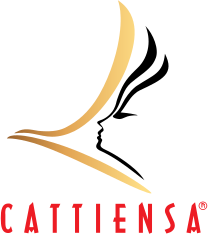
Logo cũ của công ty từ năm 1999 đến năm 2018.

- Âm nhạc và những người bạn (chương trình gốc)
- Bài hát hay nhất - Sing My Song
- Bước nhảy hoàn vũ - Dancing With The Stars
- Bước nhảy hoàn vũ nhí - Symphony Kids Dancing
- Cặp đôi hoàn hảo - Just the Two of Us
- Cặp đôi hoàn hảo: Trữ tình - Bolero - Duets do Time Symphony
- Chân ái
- Đảo Thiên Đường - Paradise Island
- Hoà âm ánh sáng - The Remix
- Khi Đàn Ông Mang Bầu - Man Birth
- Giọng hát Việt - The Voice of Vietnam
- Giọng hát Việt nhí - The Voice Kids
- Gương mặt thương hiệu - The Face Vietnam (2016 - 2017)
- Nhân tố bí ẩn - The X Factor
- Thần tượng Bolero - Nation's Best Voice Vietnam
- Thế giới Rap - King of Rap
- Thần tượng âm nhạc Việt Nam (mùa 8) - Vietnam Idol New generation (Thế hệ mới) 2023
- Thần tượng đối thần tượng - The Heroes & Idol Camp
- Thiếu niên nói
- Thiếu niên tỏa sáng (phiên bản năm 2024 của Thiếu niên nói)
- Vũ Điệu Đam Mê - Got To Dance Vietnam